# Ludvík Král (letec)
Ludvík Král (23. října 1915 Žichovice – 18. dubna 1950 Československo) byl český palubní radiotelegrafista a střelec 311. československé bombardovací perutě.

## Život

### Před druhou světovou válkou
Ludvík Král se narodil 23. října 1915 v Žichovicích na Horažďovicku v rodině správce vápenných pecí. Vychodil pět ročníků obecné školy, vystudoval čtyři třídy reálného gymnázia v Sušici a obchodní akademii v Plzni, kde i odmaturoval. Nastoupil k firmě Baťa a po patřičném zaškolení se stal vedoucím pedikúr spadajících pod tuto firmu v Tunisku. Prezenční vojenskou službu nastoupil u Dragounského pluku 4 v Klatovech.

### Druhá světová válka
Po německé okupaci v březnu 1939 byl Ludvík Král předčasně propuštěn z prezenční vojenské služby v dosažené hodnosti desátníka. Firmou Baťa byl odeslán do Jugoslávie a to jako jeden z posledních, kterým to bylo ještě umožněno legálně. Pracoval v chorvatském Borovu v oddělení exportu podniku na výrobu obuvnické gumy, následně se přesunul do Francie, kde se přihlásil do zde vznikající Československé armády v zahraničí. Dne 10. ledna 1940 byl zařazen do 1. smíšeného předzvědného oddílu. Po pádu Francie se evakuoval do Spojeného království, kde byl na vlastní žádost 21. října 1940 přijat do Royal Air Force a v říjnu téhož roku zařazen do kurzu pro radiotelegrafisty. Ten prodělal postupně v Yatesbury a Cramwellu. Po jeho dokončení absolvoval měsíční střelecký kurz ve West Freugh. Dne 8. srpna 1941 byl přičleněn jako palubní střelec a radiotelegrafista k 311. československé bombardovací peruti, kde odlétal cca 60 cvičných letů v rámci operačního výcviku. Dne 22. února 1942 nastoupil k prvnímu operačnímu letu, kterým byl nálet na Ostende. Do převelení perutě od bombardovacího velitelství k pobřežnímu v dubnu 1942 absolvoval dvanáct operačních letů o 42 hodinách. Dne 16. srpna 1942 byl členem posádky stroje, který u španělského pobřeží zaútočil na německou ponorku s nejasným výsledkem. Dne 11. září téhož roku byl členem posádky letounu napadeného nad Biskajským zálivem čtveřicí dálkových stíhacích strojů Junkers Ju 88C-6. Přes velké množství zásahů zůstala posádka nezraněna a zapsala si sestřel jednoho z útočníků. Po odlétání 42 letů ukončil první operační turnus a 15. prosince 1942 začal působit u výcvikové jednotky jako instruktor radiotelegrafistů. Druhý operační turnus u 311. perutě nastoupil v květnu 1943. Dne 17. června 1943 byl vážně zraněn na hlavě během přistání z nočního cvičného letu, navíc utrpěl zlomeniny obou nohou. Po rekonvalescenci se do operační služby vrátil 1. září 1943 načež absolvoval dalších 18 protiponorkových a protilodních hlídkových letů na oceánem. Druhý operační turnus ukončil v červnu 1944, následně přešel k dopravnímu letectvu a po patřičném výcviku je přičleněn ke 147. dopravní peruti, u které sloužil až do konce srpna 1945.

### Po druhé světové válce
Po návratu do Československa zůstal Ludvík Král v armádní službě konkrétně u Letecké dopravní skupiny. Následky válečného zranění hlavy jej donutily v roce 1946 odejít z armády v dosažené hodnosti kapitána. Ze stejných důvodů zemřel 18. dubna 1950. Pohřben byl na hřbitově v Nezamyslicích.

## Ocenění

### Vyznamenání
- 1942 Československá medaile Za chrabrost před nepřítelem
- 4x Československý válečný kříž 1939
- Československá medaile za zásluhy I. stupně
- Pamětní medaile československé armády v zahraničí
- Válečná medaile 1939–1945
- Britská medaile Za obranu
- Hvězda 1939–1945
- Evropská hvězda leteckých posádek
- Hvězda Atlantiku

### Posmrtná ocenění
- V roce 2009 byl Ludvík Král jmenován čestným občanem obce Žichovice
- V roce 2009 byla Ludvíku Královi v Nezamyslicích na jeho hrobě odhalena pamětní deska[2]
- V roce 2010 byla v Sušici uspořádána výstava o Ludvíku Královi pod názvem Téměř zapomenutý letec